# 戴明 (印第安納州)
戴明（英語：Deming）是位於美國印地安納州漢密爾頓縣的一個非建制地區。該地的面積和人口皆未知。

## 歷史
戴明於1837年成立，區內的郵政局以彭菲爾德（Penfield）為名，其後於1854年改為現在名稱，而當地的郵政局於1902年關閉。

## 地理
戴明海拔為892英呎（272米），